# Естонска кухиња
Традиционална естонска кухиња се у великој мери заснивала на месу, кромпиру и риби у приобалним и језерским областима, али сада има утицај многих других кухиња, укључујући разноврсну интернационалну храну и јела уз бројне доприносе из традиције оближњих земаља. Скандинавска, немачка, руска, летонска, литванска и друге кухиње су имале велики утицај. Најтипичнија храна у Естонији били су ражени хлеб, свињетина, кромпир и млечни производи. Навике у исхрани Естоније су историјски биле уско повезане са годишњим добима. У погледу основних намирница, Естонија чврсто припада европском „појасу” пива, вотке, раженог хлеба и свињског меса.
Прво јело традиционалне естонске кухиње базира се на хладним јелима — избору киселих краставаца, меса и кобасица које се служе са кромпир салатом (kartulisalat) или rosolje, естонско јело са потписом скоро идентично шведској sillsallad, на бази цвекле, кромпира и харинге. Мала пецива која се зову pirukad (pirukas у једнини), сродник pirozhki, пуњене месом, купусом, шаргарепом, пиринчем и другим надевима или мешавинама су популарни, а често се служе са бујоном. Харинга је уобичајена међу осталим рибама као део естонског хладног стола. Димљена или маринирана јегуља, јела од ракова и увезени ракови и шкампи сматрају се делицијама. Једно од естонских националних јела је räim (балтичка патуљаста харинга), заједно са папалинама. Иверак и смуђ су такође популарни.
У 20. веку постао је популаран посебан сендвич под називом kiluvõileib који се састоји од традиционалног отвореног сендвича од раженог хлеба са танким слојем путера и слојем „вуртсикилуа” (кисељене балтичке папалине) као преливом. Кришке куваних јаја, мајонез и кулинарско биље су опциони додаци.

## Супе
Супе се могу јести пре главног јела, али традиционално чине главни оброк и најчешће се праве од меса или пилећег темељца помешаног са разним поврћем. Мешају се и са павлаком, млеком и јогуртом. Супа од грашка је такође прилично популарна. Јединствени облик естонске супе је leivasupp („хлебна супа”), која је врста слатке супе која се прави од црног хлеба и јабука, обично се служи са павлаком или шлагом, често зачињена циметом и шећером.

## Главно јело
Црни ражени хлеб (rukkileib) прати скоро сваку слану храну у Естонији. 

## Десерти
Специфични десерти укључују „кисел”, „кохуке” (ужину са скутом) и „кама”. Други уобичајени естонски десерти су „манавахт” (крем од гриза, сока или воћа), kohupiimakreem (кремаста скута), компот и марципан. Пите од рабарбаре су такође омиљене. Још један популаран десерт је „крингел”, слатки хлеб са квасцем који је често зачињен кардамомом. Палачинке су такође традиционалне, уобичајене и популарне. Пржене су и обично са слатким филовима, али могу бити и слане. „Вастлакукел”, пецива зачињена кардамомом са шлагом, су традиционална естонска слатка пецива, посебно популарна.
У совјетско време, Естонци су измислили неколико једноставних десерта који се најчешће једу током рођендана, посебно дечијих. Неколико таквих примера су „кирју коер” (какао и путер који се помешају са измрвљеним колачићима и мармеладом, а затим стављају у замрзивач на једну ноћ), „кас Артур” (меки карамела и путер који се помешају са кукурузним штапићима, а затим стављају у замрзивач на једну ноћ) и „купсисеторт” (слојевити колач који се прави од калевских колачића квадратног облика).

## Пића
Традиционално популарно пиће је kali, слично као kvass. Медовина (mõdu), пиће које је било најпопуларније у античко доба, готово је потпуно нестало. Брезов сок (kasemahl) је пиће које је, такође, прилично популарно. Данас је локално скувано пиво најпопуларније уз храну, а различити сокови или вода су главни безалкохолни избор. Две од најстаријих естонских пивара су А. Ле Цок, основана 1807. и Саку пивара, основана 1820. године. Вино је друго алкохолно пиће које се најчешће пије, али његову потрошњу у литрима превазилази потрошња пива која је отприлике пет пута већа од конзумирања вина или конзумирања свих жестоких пића. Ту су и естонска воћна вина од јабука или различитих бобица. Естонци су такође поносни на своју вотку и друга жестока пића, као што је биљни ликер „Вана Талин”.
Млеко (piim) често пију деца и одрасли, а остали млечни производи укључују кефир, hapupiim („кисело млеко”) и pett. Млечни производи из Андре добро су познати као део естонске кухиње везане за млечне производе.

## Годишња доба

### Лето и пролеће
Традиционално на лето и пролеће Естонци воле да једу свеже бобице, зачинско биље, поврће и све остало што долази из баште. Лов и риболов су били уобичајени у историји, а данас су забава. Лети је популарно роштиљање.

### Зима и Божић
Током зимских месеци на трпези су обавезни џем, конзерве и кисели краставци. У прошлости, када је привреда била углавном пољопривредна, сакупљање и чување воћа, печурака и поврћа за зиму било је од суштинског значаја. Данас је скупљање и конзервирање ређе јер се готово све може купити у продавницама, али је припремање зимнице и даље веома популарно на селу и за друге.
Крвавица, печена гуска, хлеб са сепиком, шваргла, кисели купус са кромпиром печеним у рерни и кувано вино били су део традиционалног естонског менија и углавном божићни специјалитети. Такође, типичне божићне посластице биле су јабуке, мандарине, медењаци, кисела бундева и џем од брусница.